# Ломоносов, Василий Георгиевич
Васи́лий Гео́ргиевич Ломоно́сов (1896, Радолицы, Санкт-Петербургская губерния — 20 октября 1939) — деятель советских органов государственной безопасности. Депутат Верховного Совета СССР 1 созыва. Входил в состав особой тройки НКВД СССР.

## Биография
Родился в 1896 году в деревне Радолицы в семье полотёрных дел мастера, у которого работало пять человек. Русский. В 1907—1911 годах учился в Сергиевском высшем начальном 4-классном училище в Петербурге. В июне 1912 года поступил на работу в Адмиралтейство конторщиком. В феврале 1915 года стал конторщиком трубного электромеханического завода в Николаеве. В августе 1916 года поступил на военную службу вольноопределяющимся. Служил в 180-м и 220-м запасных полках до сентября 1917 года. В ноябре 1917 года стал переписчиком в Спасском райисполкоме Петрограда.
С августа 1918 года в Красной армии. Рядовой, затем секретарь военкома 3-го пограничного полка. В июле 1919 года вступил в РКП(б). В августе того же года назначен секретарём военкома 471-го пограничного полка. В составе полка участвовал в боях с белофиннами и эстонцами, с 1920 года на польском фронте. С февраля 1920 года — заместитель председателя, затем — председатель комиссии по борьбе с дезертирством 53-й стрелковой дивизии, с мая 1921 — председатель комиссии по борьбе с дезертирством 4-й стрелковой дивизии, военком штаба.
В мае 1921 года перешёл на службу в органы ВЧК—ОГПУ—НКВД, стал делопроизводителем агентуры Особого отдела ВЧК 4-й стрелковой дивизии. С августе 1921 — начальник агентуры Особого отдела ВЧК 4-й стрелковой дивизии. В январе 1922 года назначен помощником начальника Особого отдела ВЧК 4-й стрелковой дивизии.
В феврале 1923 года назначен начальником Особого отдела ГПУ 7-й Самарской кавалерийской дивизии. В августе того же года возглавил Особый отдел ОГПУ 8-й Минской стрелковой дивизии. С 6 сентября 1924 года — начальник Особого отдела ОГПУ 29-й дивизии им. Финляндского пролетариата, с 16 апреля 1926 — начальник Особого отдела ОГПУ 16-го стрелкового корпуса.
15 июня 1926 года назначен начальником Могилевского окружного отдела ОГПУ. 8 мая 1930 года стал помощником начальника Особого отдела ОГПУ Белорусского военного округа и начальником Особого отдела ГПУ БССР. 1 октября того же года переведён на должность начальника Особого отдела ОГПУ 3-го конного корпуса.
8 сентября 1931 года назначен начальником Чеченского областного отдела ОГПУ. 10 декабря 1932 года переведён на должность начальника Донского оперативного сектора ОГПУ. С ноября 1933 года — начальник Управления НКВД по Дагестанской АССР. 25 декабря 1935 года произведён в капитаны госбезопасности, 8 июля 1937 — в майоры госбезопасности. Работая в Дагестане, вступил в конфликт с легендарным дагестанским чекистом Эфенди Махмудовым-Кацранским, в результате чего тот покинул органы НКВД. Этот период отмечен вхождением в состав особой тройки, созданной по приказу НКВД СССР от 30.07.1937 № 00447, и активным участием в сталинских репрессиях.
29 декабря 1938 года арестован, лишён должности и звания. 26 сентября 1939 года приговорён Военной коллегии Верховного суда СССР по статье 58-1, пункт «а» Уголовного кодекса РСФСР к высшей мере наказания. Расстрелян 20 октября 1939 года. Не реабилитирован.

## Награды
- 11 июля 1932 — орден Трудового Красного Знамени БССР
- 8 апреля 1934 — знак «Почётный работник ВЧК-ГПУ»
- 19 декабря 1937 — орден Красной Звезды